# Салерно-Зонненберг, Надя
Надя Салерно-Зонненберг (англ. Nadja Salerno-Sonnenberg; род. 10 января 1961, Рим) — американская скрипачка итальянского происхождения.

## Биография
Переехала вместе с родителями в США в восьмилетнем возрасте, выросла в Нью-Джерси. Училась в Кёртисовском институте у Яши Бродского, затем в Джульярдской школе музыки у Дороти Делэй. В 1981 году стала самой юной за всю историю победительницей Наумбурговского конкурса молодых исполнителей. В 1999 году удостоена престижной Премии Эвери Фишера.
Наряду с чисто академическим репертуаром (среди записей Салерно-Зонненберг — «Времена года» Вивальди, концерты Мендельсона, Брамса, Массне, Сибелиуса, Шостаковича, Барбера и др.) скрипачка охотно выступает с более лёгкими произведениями, участвует в телевизионных шоу и т. п.
В 1989 году Салерно-Зонненберг опубликовала автобиографическую книгу для детей (англ. Nadja: On My Way).